# カール・オイゼビウス
カール・オイゼビウス（Karl Eusebius von Liechtenstein, 1611年4月11日 - 1684年4月5日）は、リヒテンシュタイン侯（在位：1627年 - 1684年）、シレジア州総督（在任：1639年 - 1641年）。

## 生涯
リヒテンシュタイン侯カール1世とその妻アンナ・マリア・フォン・ボスコヴィッツの間の息子として生まれた。1627年の未成年で侯爵家の当主となり、叔父マクシミリアンの後見を受けた。1632年に親政を宣言し、当時のリヒテンシュタイン家領の中心であったシレジアの2つの公爵領、トロッパウ公領およびイェーゲンドルフ公領の統治を開始した。1639年にシレジアの州総督に任命されたが、主君の神聖ローマ皇帝フェルディナント3世がシレジアの等族の影響力を排除して独裁的な統治を行うよう命じると、これに反発して総督職を辞任した。
三十年戦争によって被害を蒙ったリヒテンシュタイン家の勢力回復と再組織化を目指し、同家の財政面での復興に努めた。父から相続した4つの領地はいずれも荒廃して財政難に悩み、さらにボヘミアの宮廷財務局（Hofkammer）は、父カール1世によるそれらの領地の購入手段は違法であったと通告してきた。その違法な購入について支払いを求められた賠償債務は約170万グルデンに達した。
常に手元不如意だったにもかかわらず、カール・オイゼビウスは美術品収集などの文化的な趣味に相当な資産をつぎ込んだ。彼は次のような格言を残している。

「金は永久不滅かつ人々の記憶に刻まれる美しい記念碑を築くためだけにある（Das Geldt ist nur, schene Monumenta zu hinterlassen zue ebiger und unsterblicher Gedechtnuss.）」

彼はリヒテンシュタイン家の美術コレクションの基礎を作った。また優れた馬のブリーダーであり、造園や建築にも情熱を注いだ。1675年には独自の建築理論を表明する論文を執筆したが、これは17世紀の貴族による建築事業を理解する上で重要な著作と見なされている。
1684年に所領の1つシュヴァルツ・コシュテレッツで死去し、ヴラナウにある一族の納骨堂に葬られた。

## 子女
1644年8月4日、姉アンナ・マリアとその夫のマクシミリアン・フォン・ディートリヒシュタイン侯爵の間の娘ヨハンナ・ベアトリクスと結婚し、間に9人の子女をもうけた。
- エレオノーラ・マリア・ロザーリア（1647年 - 1707年） - 1666年、ヨハン・ザイフリート・フォン・エッゲンベルク侯爵と結婚
- アンナ・マリア（1648年 - 1652年）
- マリア・テレジア（1649年 - 1716年） - 1667年にヤーコプ・レズリー伯爵と結婚、1692年にヨハン・バルタザール・フォン・ヴァーゲンゼルク＝ゾンネッグ男爵と再婚
- ヨハンナ・ベアトリクス（1650年 - 1672年） - 1669年、同族のマクシミリアン2世・フォン・リヒテンシュタインと結婚
- フランツ・ドミニク・オイゼビウス（1652年）
- カール・ヨーゼフ（1652年）
- フランツ・オイゼビウス・ヴェンツェル（1654年 - 1655年）
- ツェツィーリエ（1655年）
- ヨハン・アダム・アンドレアス（1662年 - 1712年） - リヒテンシュタイン侯